# 771
Cette page concerne l'année 771  du calendrier julien. Pour l'année 771 av. J.-C., voir 771 av. J.-C.
L'année 771 est une année commune qui commence un mardi.

## Événements
- Mars : Didier de Lombardie menace Rome, sous prétexte de pèlerinage. Le pape Étienne III lui envoie en ambassade le primicier et le secondicier, les premiers personnages de la curie pontificale. Didier les fait torturer et mettre à mort[1].
- Novembre : les Kharidjites révoltés contre les Abbassides reprennent Kairouan après huit mois de siège. Le gouverneur d'Ifriqiya Omar ibn Hafs, bloqué par les Kharidjites à Tobna, dans les Aurès, parvient à se dégager grâce à la défection de Abou Qurra contre rançon. Il tente vainement de lever le siège de Kairouan et est tué[2].
- 4 décembre : à la mort de Carloman Ier, Charlemagne annonce qu’il refuse de réserver à ses neveux la succession de leur père. Il reçoit à Corbeny les hommages des principaux dignitaires de la cour de Carloman. Gerberge, veuve de Carloman, va se réfugier avec ses fils en Lombardie[3].

- À la fin de l'année, Charlemagne répudie Désirée et la renvoie auprès de son père Didier, puis épouse Hildegarde de Vintzgau, princesse Souabe d’une rare beauté (v.771)[4]. Elle lui donnera neuf enfants, quatre garçons et cinq filles, avant de mourir en avril 783 à l’âge de 25 ans.
- Attaque arabe le long de la côte anatolienne et siège de Sycae dans le thème des Cibyrrhéotes ; victoire arabe sur une armée byzantine organisée par Constantin V pour couper leur retraite[5].

## Naissances en 771
- 14 janvier : Constantin VI, empereur byzantin[5].

## Décès en 771
- 4 décembre : Carloman, à Samoussy (Aisne)[1].